# Coleophora soffneri
Coleophora soffneri é uma espécie de mariposa do gênero Coleophora pertencente à família Coleophoridae.